# Gian Domenico Bertoli
Gian Domenico Bertoli (Mereto di Tomba, 13 marzo 1676 – Aquileia, 21 marzo 1763) è stato un archeologo, saggista, antiquario e canonico di Aquileia italiano.
Fondò il Museo lapidario aquileiese.

## Biografia
Fratello maggiore di Daniele Antonio Bertoli, venne mandato a studiare a Venezia presso i padri somaschi. Nel 1700 ricevette gli ordini minori e fu nominato coadiutore dello zio Giovanni Daniele Bertoli, canonico di Aquileia. Raccolse i materiali antichi della zona, che confluirono in un museo privato.
Bertoli fu il primo autore di uno studio ragionato sul patrimonio aquileiese. Viene definito un innovatore delle scienze storiche assieme a Ludovico Antonio Muratori. Il suo contributo ebbe una notevole influenza sulle successive ricerche antiquarie del Friuli.

## Opere
In seguito alle sue ricerche, nel 1715 pubblicò la Dissertazione sulle corniole antiche figurate, edita solo nel 1760. Nel 1740 pubblicò a Venezia Le antichità d'Aquileia profane e sacre, una raccolta di 665 schede che catalogano principalmente iscrizioni d'età romana, nonché monete, sigilli e pitture di epoca patriarcale. Di Bertoli si possiedono un ricco epistolario, molti manoscritti e alcuni Scritti edificanti.